# Мордовский район
Мордо́вский райо́н — административно-территориальная единица (район) и муниципальное образование (муниципальный район) на юго-западе Тамбовской области России.
Административный центр — рабочий посёлок Мордово.

## География
Площадь района — 1455 км². Граничит: с Петровским, Знаменским и Токарёвским районами области, а также с Эртильским районом Воронежской области и Добринским районом Липецкой области.

### Климат
Климат умеренно континентальный, относительно сухой, с холодной продолжительной зимой и тёплым летом. Средняя температура воздуха самого холодного месяца (января) −10,6 °C (абсолютный минимум −39 °C); самого тёплого месяца (июля) +20,6 °C (абсолютный максимум +40 °С). Продолжительность периода с положительной температурой колеблется от 145 до 150 дней. Среднегодовое количество атмосферных осадков составляет 450—475 мм, из которых большая часть выпадает в тёплый период. Снежный покров держится в течение 135 дней.

## История
Мордовский район образован в 1928 году. 30 октября 1959 года к Мордовскому району была присоединена часть территории упразднённого Покрово-Марфинского района.

## Население
| 2002    | 2009    | 2010    | 2012    | 2013    | 2014    | 2015    | 2016    | 2017    |
| ------- | ------- | ------- | ------- | ------- | ------- | ------- | ------- | ------- |
| 23 671  | ↘20 424 | ↘19 375 | ↘18 665 | ↘18 242 | ↘17 780 | ↘17 433 | ↘16 957 | ↘16 606 |
| 2018    | 2019    | 2020    | 2021    |         |         |         |         |         |
| ↘16 215 | ↘15 777 | ↘15 466 | ↘13 933 |         |         |         |         |         |

### Урбанизация
Городское население (рабочие посёлки Мордово и Новопокровка) составляет 50,36 % от всего населения района.

### Национальный состав
По итогам переписи населения 2020 года проживали следующие национальности (национальности менее 0,1 % и другое, см. в сноске к строке «Другие»):
| Национальность | Численность, чел. | Доля     |
| -------------- | ----------------- | -------- |
| Русские        | 13 418            | 96,30 %  |
| Украинцы       | 73                | 0,52 %   |
| Езиды          | 68                | 0,49 %   |
| Армяне         | 31                | 0,22 %   |
| Таджики        | 16                | 0,11 %   |
| Другие         | 327               | 2,36 %   |
| Итого          | 13 933            | 100,00 % |

## Административно-муниципальное устройство

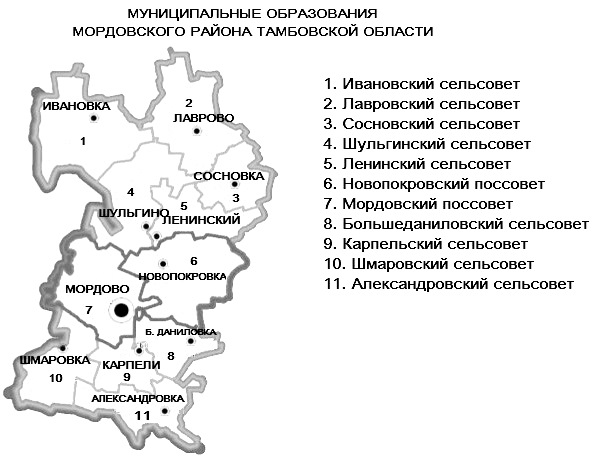
Поссоветы и сельсоветы на карте Мордовского района в 2004—2014 гг.

Мордовский район как административно-территориальное образование включает 2 поссовета и 5 сельсоветов.
В Мордовский район как муниципальное образование со статусом муниципального района входят 7 муниципальных образований, в том числе 2 городских и 5 сельских поселений:
| №        | Муниципальное образование | Административный центр       | Количество населённых пунктов | Население (чел.) | Площадь (км²) |
| -------- | ------------------------- | ---------------------------- | ----------------------------- | ---------------- | ------------- |
| 1e-06    | Городские поселения:      |                              |                               |                  |               |
| 1        | Мордовский поссовет       | рабочий посёлок Мордово      | 18                            | ↘6475            | 308,12        |
| 2        | Новопокровский поссовет   | рабочий посёлок Новопокровка | 13                            | ↘3045            | 291,96        |
| 2.000002 | Сельские поселения:       |                              |                               |                  |               |
| 3        | Александровский сельсовет | село Александровка           | 7                             | ↘399             | 118,24        |
| 4        | Ивановский сельсовет      | село Ивановка                | 15                            | ↗1222            | 202,97        |
| 5        | Лавровский сельсовет      | село Лаврово                 | 12                            | ↘851             | 257,80        |
| 6        | Шмаровский сельсовет      | село Шмаровка                | 4                             | ↘712             | 118,23        |
| 7        | Шульгинский сельсовет     | село Шульгино                | 10                            | ↘1229            | 158,05        |

В рамках организации местного самоуправления в 2004 году на территории района были созданы 11 муниципальных образований, в том числе 2 городских поселения (поссовета) и 9 сельских поселений (сельсоветов).
В 2014 году упразднённый Ленинский сельсовет включён в Новопокровский поссовет; Большеданиловский и Карпельский сельсоветы — в Мордовский поссовет; Сосновский — в Лавровский сельсовет.

## Населённые пункты
В Мордовском районе 76 населённых пунктов, в том числе 2 городских (рабочих посёлка) и 75 сельских:
| №  | Населённый пункт                           | Тип             | Население | Муниципальное образование |
| -- | ------------------------------------------ | --------------- | --------- | ------------------------- |
| 1  | Александровка                              | деревня         | 3         | Ивановский сельсовет      |
| 2  | Александровка                              | село            | ↘332      | Александровский сельсовет |
| 3  | Анетово                                    | деревня         | 0         | Лавровский сельсовет      |
| 4  | Анненка                                    | деревня         | 26        | Ивановский сельсовет      |
| 5  | Артёмовка                                  | село            | 47        | Александровский сельсовет |
| 6  | Ахматово                                   | село            | ↘126      | Новопокровский поссовет   |
| 7  | Берёзовка                                  | село            | ↘44       | Лавровский сельсовет      |
| 8  | Большая Даниловка                          | село            | ↘182      | Мордовский поссовет       |
| 9  | Большая Романовка                          | деревня         | 21        | Мордовский поссовет       |
| 10 | Борисовка                                  | село            | ↘181      | Мордовский поссовет       |
| 11 | Варварино                                  | деревня         | 51        | Ивановский сельсовет      |
| 12 | Васильевка                                 | деревня         | 18        | Шульгинский сельсовет     |
| 13 | Грачёвка                                   | село            | ↘83       | Лавровский сельсовет      |
| 14 | Дёмино                                     | деревня         | 19        | Мордовский поссовет       |
| 15 | Димитров                                   | посёлок         | 22        | Новопокровский поссовет   |
| 16 | Дмитриевка                                 | деревня         | 29        | Лавровский сельсовет      |
| 17 | Ерёминка                                   | село            | ↘65       | Шмаровский сельсовет      |
| 18 | Жарковка                                   | деревня         | 4         | Мордовский поссовет       |
| 19 | Ивановка                                   | село            | ↗347      | Ивановский сельсовет      |
| 20 | Изосимовка 2-я                             | деревня         | ↘99       | Лавровский сельсовет      |
| 21 | Карпели                                    | село            | ↘393      | Мордовский поссовет       |
| 22 | Карякино                                   | деревня         | 14        | Ивановский сельсовет      |
| 23 | Козьминка                                  | село            | ↘130      | Мордовский поссовет       |
| 24 | Криуша                                     | деревня         | 38        | Лавровский сельсовет      |
| 25 | Кужное                                     | село            | ↘670      | Шмаровский сельсовет      |
| 26 | Лавровка                                   | деревня         | ↘289      | Шульгинский сельсовет     |
| 27 | Лаврово                                    | село            | ↘721      | Лавровский сельсовет      |
| 28 | Лежайка                                    | деревня         | 29        | Шульгинский сельсовет     |
| 29 | Липовка                                    | деревня         | 11        | Мордовский поссовет       |
| 30 | Лихачёвка                                  | деревня         | 8         | Лавровский сельсовет      |
| 31 | Любовка 1-я                                | деревня         | 3         | Ивановский сельсовет      |
| 32 | Малая Даниловка                            | село            | 27        | Мордовский поссовет       |
| 33 | Малая Добринка                             | село            | 36        | Александровский сельсовет |
| 34 | Малая Романовка                            | деревня         | 94        | Мордовский поссовет       |
| 35 | Малая Хопёрка                              | деревня         | 68        | Шульгинский сельсовет     |
| 36 | Мельгуны                                   | село            | ↘597      | Новопокровский поссовет   |
| 37 | Михайловка                                 | деревня         | ↘88       | Лавровский сельсовет      |
| 38 | Михайловка                                 | село            | ↘304      | Новопокровский поссовет   |
| 39 | Мордово                                    | рабочий посёлок | ↘5456     | Мордовский поссовет       |
| 40 | МТФ                                        | посёлок         | 16        | Новопокровский поссовет   |
| 41 | Николаевка                                 | деревня         | 14        | Шульгинский сельсовет     |
| 42 | Николо-Сергиевка                           | село            | ↘125      | Александровский сельсовет |
| 43 | Никольская                                 | деревня         | 0         | Новопокровский поссовет   |
| 44 | Никольское                                 | деревня         | ↗138      | Шульгинский сельсовет     |
| 45 | Новопокровка                               | рабочий посёлок | ↘1560     | Новопокровский поссовет   |
| 46 | Огарёвка                                   | деревня         | 14        | Ивановский сельсовет      |
| 47 | Отделение Политотдельское                  | посёлок         | ↘23       | Новопокровский поссовет   |
| 48 | Отрада                                     | деревня         | ↘306      | Александровский сельсовет |
| 49 | Отшивка                                    | посёлок         | 0         | Мордовский поссовет       |
| 50 | Павловка                                   | село            | ↘177      | Новопокровский поссовет   |
| 51 | Петровка                                   | деревня         | ↘53       | Новопокровский поссовет   |
| 52 | Пехота                                     | деревня         | 10        | Новопокровский поссовет   |
| 53 | Писаревка                                  | деревня         | →134      | Шульгинский сельсовет     |
| 54 | Плоское                                    | деревня         | ↗158      | Ивановский сельсовет      |
| 55 | Растовка                                   | деревня         | 17        | Лавровский сельсовет      |
| 56 | Рогозна                                    | деревня         | ↘186      | Ивановский сельсовет      |
| 57 | Рязанка                                    | деревня         | 65        | Лавровский сельсовет      |
| 58 | Садовый                                    | посёлок         | 60        | Мордовский поссовет       |
| 59 | Сборный                                    | посёлок         | ↘188      | Ивановский сельсовет      |
| 60 | Сомовка                                    | село            | 0         | Шмаровский сельсовет      |
| 61 | Сосновка                                   | село            | ↘387      | Лавровский сельсовет      |
| 62 | Степной                                    | посёлок         | ↘466      | Ивановский сельсовет      |
| 63 | Стрелка                                    | деревня         | 3         | Александровский сельсовет |
| 64 | Стрельцы                                   | село            | ↘56       | Мордовский поссовет       |
| 65 | Томилино                                   | деревня         | ↘100      | Мордовский поссовет       |
| 66 | Хомутец                                    | деревня         | 4         | Мордовский поссовет       |
| 67 | Хопёрка                                    | деревня         | ↘204      | Шульгинский сельсовет     |
| 68 | Центральное отделение совхоза имени Ленина | деревня         | ↘763      | Новопокровский поссовет   |
| 69 | Чемлык                                     | деревня         | ↘175      | Шульгинский сельсовет     |
| 70 | Черняевка                                  | село            | ↘436      | Мордовский поссовет       |
| 71 | Чичерино                                   | деревня         | 11        | Ивановский сельсовет      |
| 72 | Шатское                                    | деревня         | ↘65       | Ивановский сельсовет      |
| 73 | Шацкие Выселки                             | посёлок         | 25        | Ивановский сельсовет      |
| 74 | Шмаровка                                   | село            | ↘309      | Шмаровский сельсовет      |
| 75 | Шульгино                                   | село            | ↘811      | Шульгинский сельсовет     |
| 76 | Яковлевка                                  | деревня         | 31        | Мордовский поссовет       |

### Упразднённые населённые пункты
- В 1991 г. упразднены деревни Огарёвка (бывший Сосновский сельсовет), Лавровский Отруба, Потловка, Некрасовка и село Рыбий Яр[23].
- В 2001 г. упразднены деревни Воейково, Ильинка, Ивановка, Коломинка, поселок Осетровы Отруба Шульгинского сельсовета[24], деревня Вторая Покровская Лавровского сельсовета. Деревня Баку включена в состав деревни Карякино, поселок Пески в состав село Кужное[25].
- В 2017 году упразднены деревня Осадовка 2-я и посёлок  Приют Ивановского сельсовета[26].
- В 2019 году упразднена деревня Лукьяновка Новопокровского поссовета[27].
- В 2023 году село Михайловка Александровского сельсовета включено в состав деревни Отрада[28].

## Экономика
В районе выращивают сахарную свёклу, пшеницу, просо, гречиху, кукурузу, ячмень, подсолнечник. Развито молочно-мясное животноводство, свиноводство, птицеводство. Промышленность сосредоточена в пгт Мордово и Новопокровка.
В Мордовском районе работают 2 музея: Музей поэта В. А. Богданова и исторический краеведческий музей. Оба музея находятся в здании центральной районной библиотеки.

## Транспорт
В Мордово находится узловая железнодорожная станция Оборона Юго-Восточной железной дороги на линии «Грязи—Поворино» с ответвлением до Эртиля. На линии «Оборона-Эртиль», проходящей по территории района, находятся остановочные пункты 9 км и Охотниково рядом с поселком Отрадой.
Через район проходит автомобильная трасса федерального значения  Р193 Воронеж — Тамбов. Ко всем центрам муниципальных образований района проходят дороги областного значения.

## Интересные факты
- В селе Сосновка Мордовского района происходит действие книги «Мир-село и его обитатели» известного российского писателя и журналиста Алексея А. Шепелёва.

Книга была издана крупнейшим издательством страны «Эксмо» , и собрала немало откликов в тамбовской и центральной прессе . Например, о ней писали журналы и сайты: «Коммерсантъ»,«Сноб», «РБК-Стиль»,  «Частный корреспондент» (все Москва), «Прочтение» (СПб.), «Культурная Эволюция» (Ярославль), газеты «Литературная Россия», «Завтра», «Независимая газета» и многие другие.
Повесть вошла в лонг-лист всероссийской премии «Национальный бестселлер», а также выдвинуто Центральной библиотекой им. А. Платонова г. Воронежа на премию «Русский Букер», журналом «Новый Мир» на премию «НОС» 
Алексей Шепелёв - лауреат и финалист многих литературных премий, член Союза писателей Москвы.
О книге и творчестве нашего земляка писали такие известные писатели, как: Захар Прилепин, Роман Сенчин, Евгений Попов и др.
Согласно аннотации на книге, автор описывает свою малую родину и ее обитателей «с уважением и теплым юмором». Тем не менее, многим жителям села Сосновки, уроженцем которой является писатель, описанное в произведении не понравилось. По мнению критиков, он продолжает и развивает традиции «деревенской прозы» и поднимает актуальный вопрос выживания российской деревни.
- Богат Мордовский район своими земляками, которые прославили малую родину. Таким является Садовников Виктор Иванович. Он родился в селе Шульгино в 1886 году, в многодетной семье ветеринара Новопокровского имения графа Орлова-Давыдова. Являлся артистом оперы (тенор), камерным певцом, композитором и педагогом. Автор музыкальных сочинений: опера-сказка "У царевны Динь" (1909, Театр К. Незлобина, Москва); поэма "Москва за нами" (сл. С. Васильева, 1945), для солистов, хора, чтеца и симфонического оркестра; Кантата памяти В. И. Ленина и мн.др.
- Родом из села Мельгуны Александр Балбекин - советский, киргизский актёр, режиссёр, писатель; Заслуженный артист Киргизской ССР (1990).
- Родом из села Васильевка поэт Вячеслав Алексеевич Богданов, автор сборников стихов «Перезвон» (1972), «Звено» (1973), «Светунец» (1974) и других.
- Также в Мордовском районе в разное время побывали многие знаменитые люди. Среди них Владимир Рерих, брат знаменитого русского художника Н.К. Рериха, который в начале XX века руководил земельными работами по прокладке узкоколейной ж/д к Новопокровскому сахарному заводу.